# Konrad Dinckmut
Konrad Dinckmut (* 15. Jahrhundert) war einer der ersten Buchdrucker im Ulm des Spätmittelalters. In den Anfängen des Buchdruckes mit beweglichen Lettern war er in zeitlicher Folge der vierte in der Stadt, der diesem Handwerk nachging. Die Zeit unmittelbar nach der Erfindung des Buchdrucks wird manchmal als Frühdruckzeit bezeichnet und Konrad Dinckmut daher auch manchmal ein „Frühdrucker“ genannt. Dinckmut druckte seine Inkunabeln im Erscheinungsbild noch an mittelalterliche Handschriften angelehnt.

## Leben
Über Konrad Dinckmuts Leben ist wenig bekannt. Er wird in den Steuerbüchern der Stadt Ulm 1476 als Buchdrucker aufgeführt und arbeitete vielleicht zuerst als Buchbinder und Gehilfe bei anderen Druckern wie Johann Zainer und ab 1482 dann offensichtlich in eigener Werkstatt. Jedoch kann man in den Schuldenbücher der Stadt ab 1488 nachlesen, dass ihn seine Arbeit mehr schlecht als recht ernähren konnte und er daher immer wieder in Schulden geriet. Er verließ Ulm 1499 und seine Spur verliert sich.
Konrad Dinckmut druckte nach Meinung von Experten „unvergessliche“ Werke, die für die Entwicklung und Verbreitung des Buchdruckes von Bedeutung waren, darunter das erste von ihm in eigener Werkstatt gedruckte Buch von 1482, ein Arzneibuch sowie insbesondere auch den 1486 erschienenen Ulmer Terenz und die Schwaebische Chronik, beide mit bedeutenden Holzschnitten des Meisters des Ulmer Terenz illustriert und Beispiele von Illustrationen in frühen gedruckten Werken.

## Druckwerke
Von Konrad Dinckmut wurden in Ulm unter anderen die folgende Bücher gedruckt:
- Sermones dominicales, auctore Johanne de Franckfordia 1475
- Johannes Stoeffler, Almanach 1478 (lateinisch), (deutsch)
- Johannes Stoeffler, Almanach 1479 (lateinisch)
- Arzneibuch 1482
- Losbuch Schwester Demut 1482 und 1490
- Michael Schrick: Von den ausgebrannten Wassern 1482
- Heinrich Steinhöwel: Büchlein der Ordnung der Pestilenz um 1482
- Der Seelen Wurzgarten 1483
- Alanus de Rupe: Unser lieben Frauen Psalter 1483
- Ein köstlicher geistlich Spiegel der armen sündigen Seele 1484 und 1487
- Chronik von den Fürsten aus Bayern 1485
- Erklärung der zwölf Artikel des christlichen Glaubens 1485
- Der neuen Liebe Buch [um 1486]
- "Ulmer Terenz" – Terentius Afer, Publius. Eunuchus 1486
- Thomas Lirer: Schwäbische Chronik 1486
- Auslegung über den ganzen predigerorden 1488
- Statuta Constantiensia – Constitutiones synodales ecclesiae Constantiensis nach 1492
- Lob der Glieder Mariae 1493
- Schwäbisch-Hall. Antwort des Rates auf die am 29. April 1493 bei dem Schwäbischen Bunde von dem Grafen Kraft von Hohenlohe gegen die Stadt Schwäbisch-Hall erhobene Klage um 1493
- Marcus Scribanarius:. Judicium anni – Ein römisch Practica dies Jahrs 1494–95
- Wie die Berufung im Lande Steiermark geschehen soll 1495
- Hieronymus Savonarola. Compendium revelationum 1496
- Heinrich Steinhöwel: Apollonius 1495